# Масове вбивство в Сонгмі
15°10′42″ пн. ш. 108°52′10″ сх. д. / 15.178333333333° пн. ш. 108.86944444444° сх. д.
Масове вбивство в Сонгмі (в'єт. Thảm sát Sơn Mỹ) — воєнний злочин, скоєний американськими солдатами в сільській громаді Мілай (в'єт. Mỹ Lai) в окрузі Сонтіно провінції Куангнгай в Південному В'єтнамі, який отримав широкий розголос у світі 1969 року під час війни у В'єтнамі.
Як стало відомо, роком раніше військовослужбовці Армії США вчинили масове вбивство цивільного населення декількох сіл, що входили до складу громад Мілай та Мікхе (Міхе), знищивши, за різними оцінками, від 347 до 504 мирних жителів. Багато жертв перед убивством були піддані американськими солдатами тортурам, а жінки — груповим зґвалтуванням.
Злочин викликав обурення світової громадськості та став одним з найвідоміших та символічних подій війни у В'єтнамі. Тільки один солдат був визнаний американським судом винним, але через 3,5 року був звільнений.

## Історія

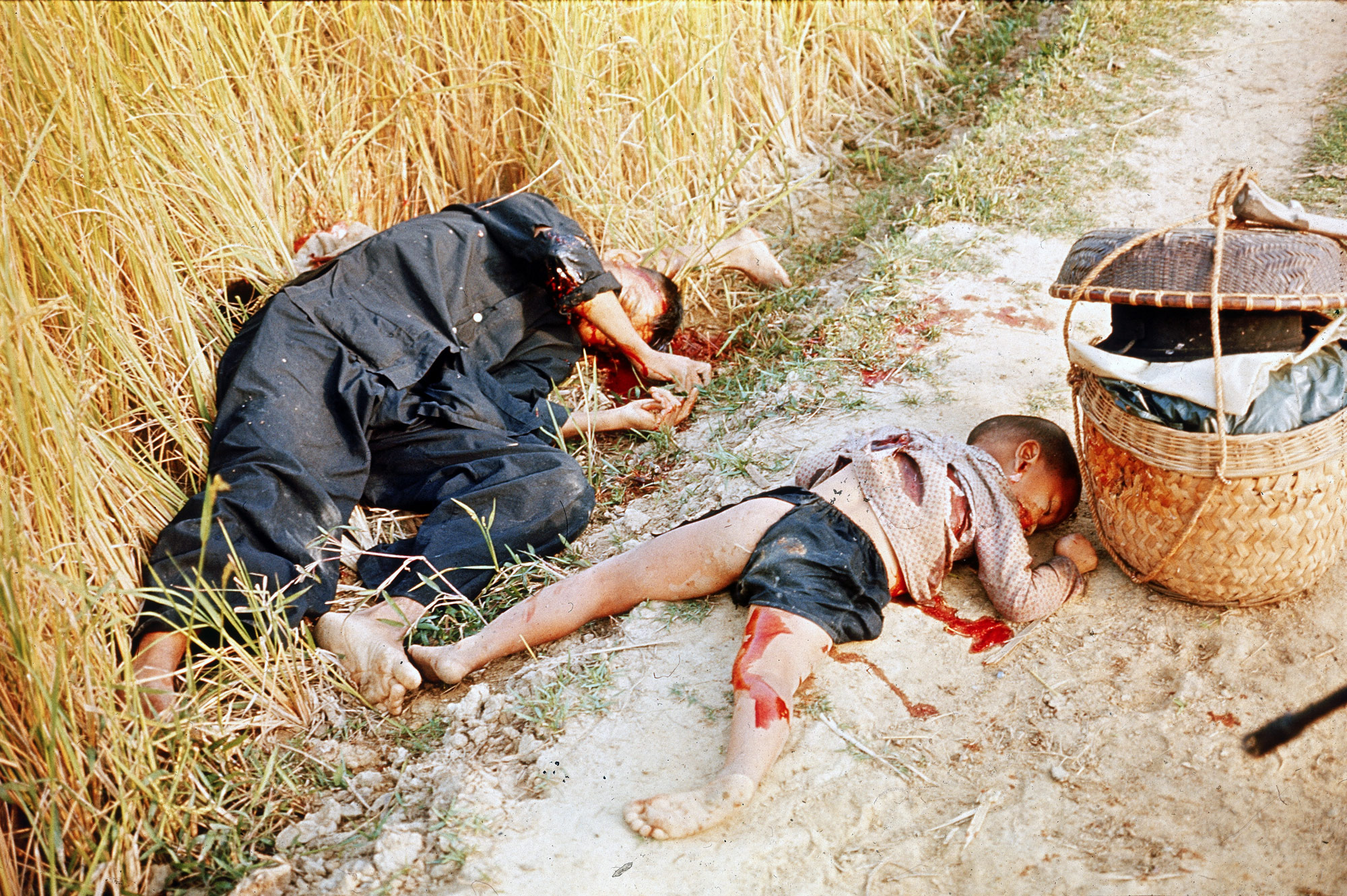
Трупи чоловіка та дитини в громаді Сонгмі

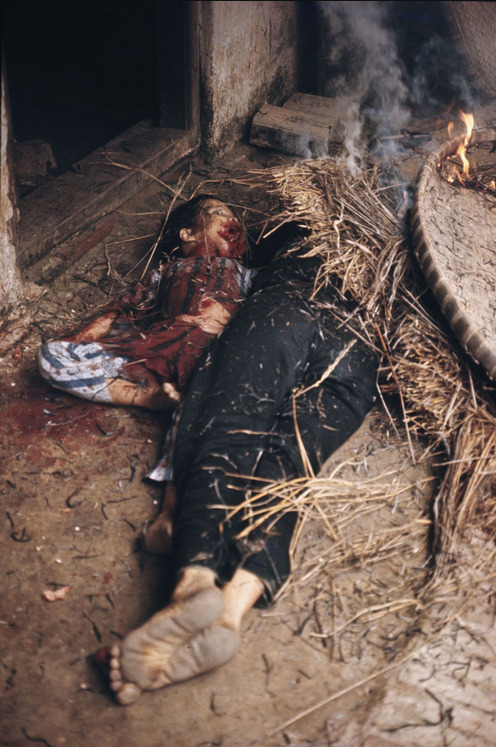
Труп дитини та неопізнаний труп

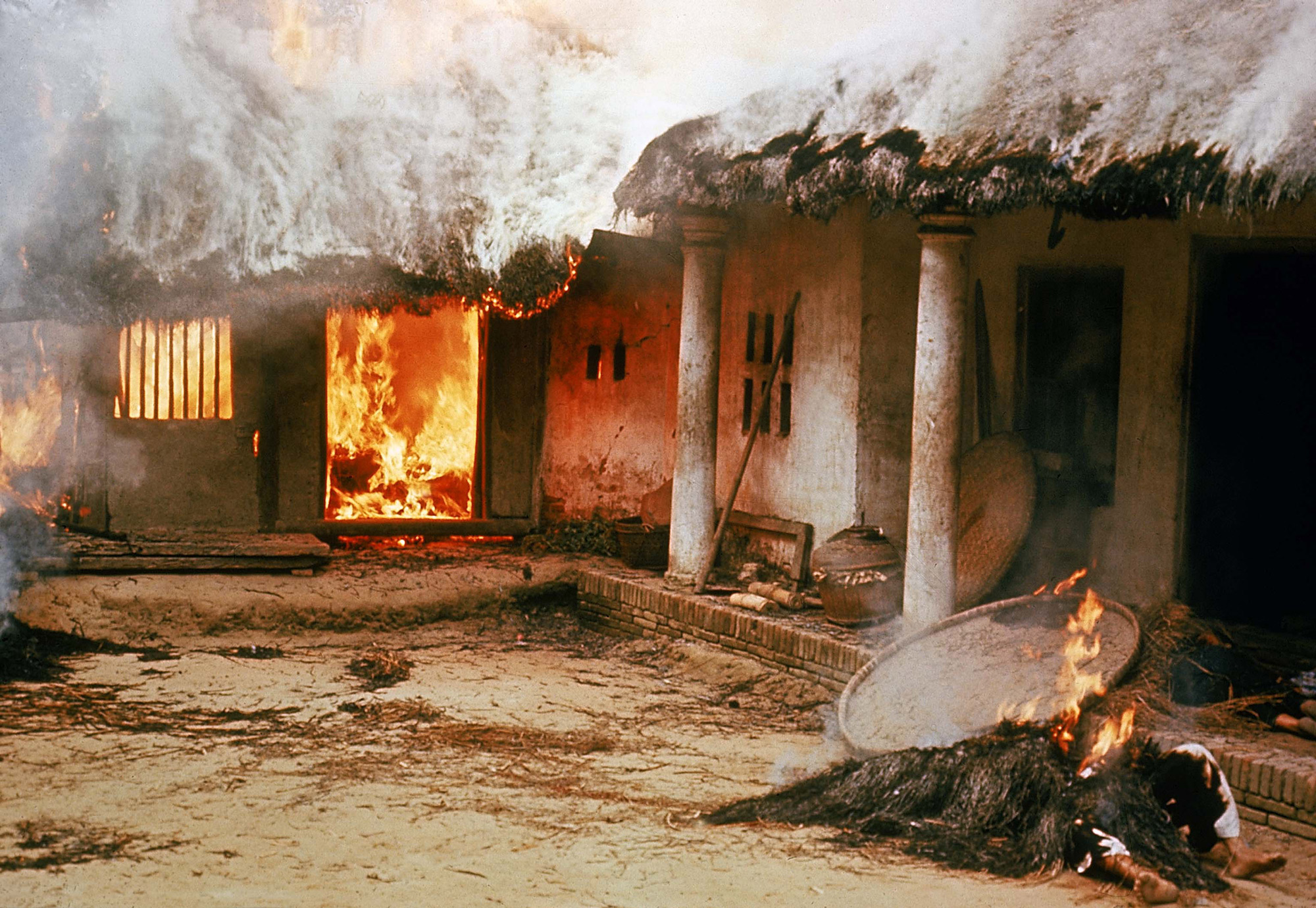
Палаючий будинок та трупи біля нього

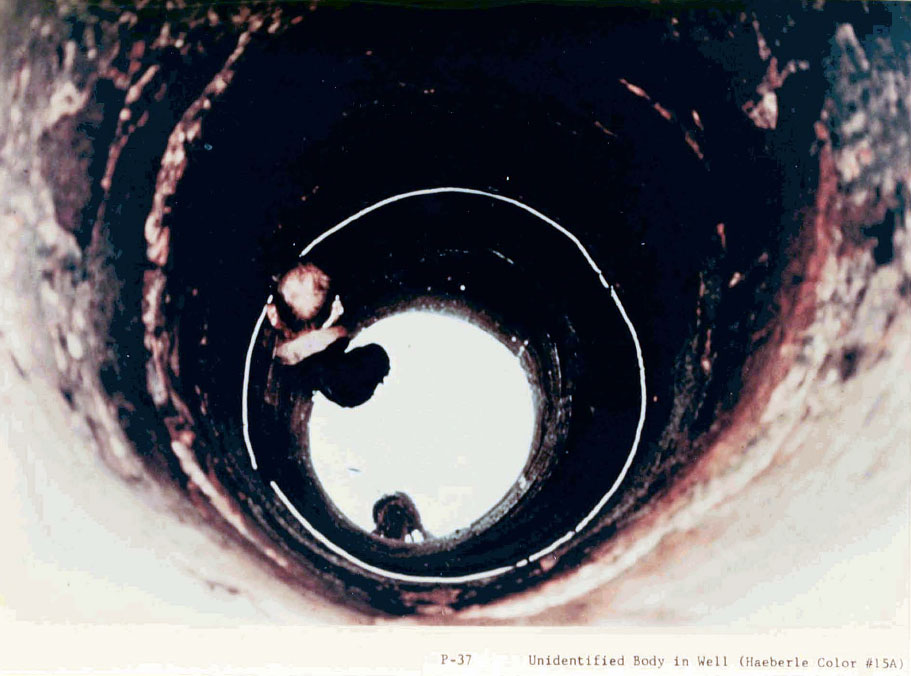
Труп, скинутий в колодязь

Під час війни у В'єтнамі збройні сили США зіткнулися з найсильнішою протидією з боку в'єтнамських партизан, підтримуваних місцевим населенням. Американське командування стало розглядати кожне південнов'єтнамського село як опорний пункт партизанів та стало застосовувати тактику випаленої землі.
Під час Тетського наступу (січні — лютому 1968) збройні акції в провінції Куангнгай здійснював 48-й батальйон НФВПВ (В'єтконг). Сили союзників в цьому районі після відходу звідси південнокорейських військ представляла оперативна група «Баркер» (TF Barker), що складалася з підрозділів 11-ї легкої піхотної бригади 23-ї піхотної дивізії «Америкал», що проводила тут тривалу операцію «Muscatine». Бригада була перекинута до В'єтнаму наприкінці 1967; більшість її підрозділів ще не встигли узяти участь у великих бойових діях.
До кінця 1967 року в провінції Куангнгай американськими військовими для позбавлення партизан продовольчої бази були знищені більшість дамб, за допомогою яких жителі вирощували рис. Близько 140 тис. людей втратили дах над головою.
У середині березня командування оперативного угруповання «Баркер» отримало розвідінформацію про те, що штаб та деякі підрозділи 48-го батальйону розташовуються в сільській громаді Сонгмі (цей район американці називали «Пінквілль»). Була спланована операція зі знищення штабу, якій надавалося велике значення, оскільки 48-й батальйон досі успішно уникав прямого бою з американськими частинами. Згідно з задумом командування, рота С («Чарлі») 1-го батальйону 20-го піхотного полку під командуванням капітана Ернеста Медіни повинна була висадитися з гелікоптерів на захід від громади, інша рота — блокувати громаду з півночі, а третя — у разі необхідності посилити роту C або висадитися в іншому місці. До цього моменту рота C займалася лише патрулюванням та організацією засідок, під час чого встигла зазнати втрат, переважно безмовні — від пасток і мін. 14 березня рота втратила штаб-сержанта Джорджа Кокса, якого дуже поважали солдати. На поминальній службі по сержанту капітан Медіна виголосив промову, загальний зміст якої зводився до необхідності помститися противнику.
Перед операцією солдати були проінструктовані, що населений пункт зайнятий противником, готовим надати запеклий опір, присутності мирного населення не очікується. З невідомих каналів була отримана інформація про те, що мирні жителі села вранці вирушають на ринок, тому село буде пусте. Для солдатів роти C це повинно було стати першим серйозним боєм і можливістю помститися за полеглих товаришів. Медіна також розпорядився спалити всі будівлі, вбити худобу та знищити посіви для запобігання використання всього майна селян противником.
Операція почалася вранці 16 березня 1968. Після п'ятихвилинного підготовчого артилерійського обстрілу рота С була висаджена з гелікоптерів біля Мілай-4. Як виявилося, в селі не було жодного солдата супротивника (невеликий підрозділ ополченців, що перебував у Мілай, покинув село одразу після початку висадки). Тим не менш, солдати відкрили вогонь по жителям села, які працювали на рисових полях. Близько 8:00 рота почала наступ на село, ведучи безперервний вогонь. У селі солдати роти почали закидати хатини гранатами та розстрілювати їх мешканців з автоматичної зброї. Групи втікачів, які ховалися в придорожніх канавах, знищувалися з автоматичної зброї. Група з 50 селян, які ховалися в ямі в дальньому кінці села, була розстріляна за наказом командира 1-го взводу лейтенанта Вільяма Келлі. Пізніше були знищені близько 100 полонених, яких солдати захопили в селі. Те ж саме було зроблено в сусідньому селі Біньтей.
У вбивствах брали участь далеко не всі військовослужбовці роти. Багато залишилися осторонь, один солдат вистрілив собі в ногу, щоб його евакуювали санітарним гелікоптером. Зі 100 американських солдатів, які увійшли в село, у вбивствах брали участь 30 осіб. Пілот наглядового гелікоптера роти B 123-го авіаційного батальйону Г'ю Томпсон, що спостерігав за подіями з повітря, посадив свій OH-23 між групою в'єтнамських селян, що переховувалися в саморобному бомбосховищі і американськими солдатами, які мали намір їх убити. Томпсон наказав борт-стрільцю та бортінженерові відкрити вогонь по американських піхотинцях, якщо ті спробують убити в'єтнамців. Потім Томпсон викликав гелікоптери для евакуації поранених в'єтнамців (було евакуйовано 11 осіб, ще одна дитина була підібрана в зрошувальній канаві, де лежали мертві та конаючі).
Тим часом рота B («Браво») 4-го батальйону 3-го піхотного полку висадилася з іншого боку Сонгмі. Один з її взводів при цьому втратив 1 людину вбитим і 7 пораненими від мін і/або пасток. Інший взвод цього батальйону увійшов в село Мікхе-4, ведучи вогонь по всьому, що рухається, і закидаючи виявлені укриття гранатами. Тут також загинули мирні селяни (ймовірно, до 90 осіб), хоча, згідно з доповіддю комісії Пірса, вбивства не вилилися в цілеспрямоване знищення.

## Розслідування та суд
Невиразні чутки про вчинений злочин поширилися серед американських солдатів у В'єтнамі. У березні 1969 Рональд Райденаур, який чув історії про злочин під час своєї служби у В'єтнамі, демобілізувався і відправив листи з описом того, що було йому відомо, президенту Ніксону в Пентагон, Держдепартамент та багатьом конгресменам. Його листи майже ніде не викликали жодної реакції, але йому вдалося привернути увагу конгресмена Морріса Оделла, позиція якого зрештою привела до початку нового розслідування.
Зібраних доказів виявилося достатньо, щоб відкликати лейтенанта Келлі з В'єтнаму і у вересні пред'явити йому звинувачення у вбивстві мирних жителів. Новина пройшла практично непоміченою ЗМІ, і самі події в Сонгмі залишалися невідомими широкому загалу до 12 листопада 1969, коли незалежний журналіст Сеймур Херш повідомив, що Келлі звинувачений у справі про вбивство 109 мирних в'єтнамців. Це повідомлення стало сенсацією, підхопленою усіма провідними американськими ЗМІ. Після цього розслідування і суд стало неможливо приховати від громадськості. Широку популярність здобули знімки військового фотографа Рональда Геберлі, що був свідком злочину.
Розслідуванням займалася комісія на чолі з генерал-лейтенантом Вільямом Пірсом, колишнім командиром 4-ї піхотної дивізії і I польового корпусу у В'єтнамі. Протягом чотирьох місяців роботи комісія Пірса допитала близько 400 осіб. У її доповіді було рекомендовано притягнути до кримінальної відповідальності десятки військових, винних у зґвалтуваннях, вбивствах та змові з метою приховування істини. Спочатку у справі Сонгмі проходили 80 американських військовослужбовців. З них 25 були пред'явлені звинувачення. Перед військовим трибуналом постали всього 6 осіб, всі вони були виправдані, за винятком Вільяма Келлі. У ході суду над Келлі його захист ґрунтувалася на тому, що лейтенант виконував наказ командира, хоча так і не вдалося встановити, чи дійсно капітан Медіна віддавав явні розпорядження знищити мирних жителів. 29 березня 1971 Келлі був визнаний винним у вбивстві 22 осіб і засуджений до довічних каторжних робіт. Через 3 дні за особливим розпорядженням президента США Річарда Ніксона він був переведений з в'язниці під домашній арешт в Форт-Беннінг (Джорджія). Термін його ув'язнення кілька разів зменшувався, поки в листопаді 1974 він не був помилуваний та звільнений.
Ступінь відповідальності капітана Медіни не був встановлений. Сам він стверджував, що перебував на краю села і не знав про те, що відбувається; коли він увійшов в село близько 10 години ранку, побачив тіла загиблих та наказав припинити вогонь, було вже пізно. Деякі свідки показували, що насправді Медіна увійшов в село ближче до 9 години, коли вбивства ще тривали.
Американська громадськість поставилася до справи Келлі вкрай неоднозначно. Деякі вважали, що з нього зробили цапа-відбувайла, виправдавши інших учасників різанини, винних не в меншій мірі. Інші сприймали Келлі як героя, постраждалого від армійської бюрократії. В Білий Дім були направлені тисячі телеграм на його підтримку, а законодавчі органи кількох штатів прийняли резолюції із закликом проявити до Келлі поблажливість. Згідно з опитуванням компанії Opinion Reasearch Corporation у квітні 1971, 78 % американців негативно сприйняли рішення суду, 51 % вважали, що президент Ніксон повинен помилувати Келлі, а 28 % — скоротити йому термін ув'язнення.
Міністр оборони США Мелвін Лейрд попередив президента Ніксона, що масове вбивство в Сонгмі «може поставити наш уряд у вельми складне становище» і буде «лити воду на млин пацифістів». Держсекретар США Генрі Кіссінджер запропонував: «Необхідно, щоб міністр оборони показав обурення, щоб він проявив себе голубом та одразу ж організував військовий трибунал. Треба довести, що ми одразу ж відреагували та усунули паршиву вівцю, лише таким чином можна знизити тиск з боку громадськості». Ніксон назвав масове вбивство в Сонгмі «одиничним інцидентом».

## Втручання в події екіпажу гелікоптера

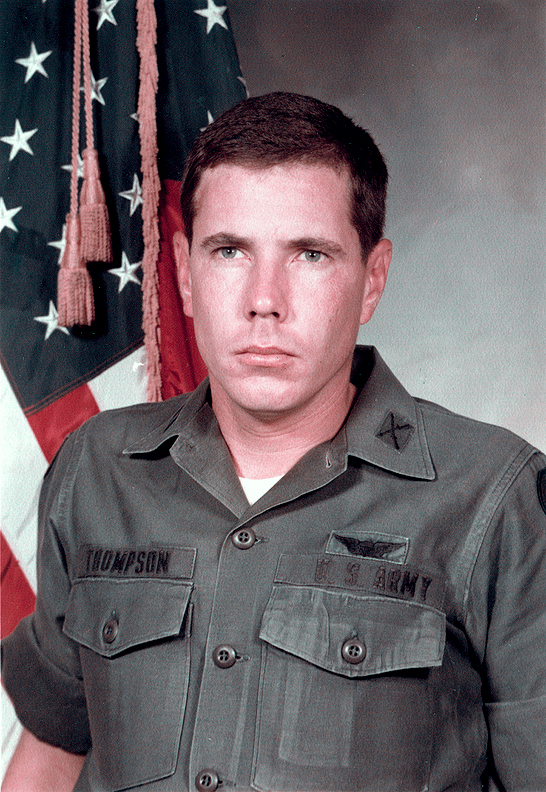
Г'ю Томпсон-молодший — пілот гелікоптера, що зупинив різанину

Екіпаж гелікоптера спостереження OH-23:
- Уоррент-офіцер Г'ю Томпсон-молодший — пілот
- Спеціаліст Лоуренс Колберн — бортовий стрілець (бортстрілець)
- Спеціаліст Гленн Андреотті — бортовий інженер (бортінженер)

Повернувшись з вильоту, Томпсон доповів що відбувається своєму командирові. Інформація досягла комбрига підполковника Баркера, який почав з'ясовувати, що відбувається в Сонгмі, внаслідок чого капітан Медіна віддав наказ про припинення вогню.
Рапорт Томпсона привів до того, що командування 23-ї піхотної дивізії скасувало заплановані операції угруповання «Баркер» в інших селах в цьому районі і тим самим, можливо, врятувало їх від знищення. Сам Томпсон за порятунок мирного населення був нагороджений Хрестом «За видатні льотні заслуги».
У США, за словами Томпсона, він піддався переслідуванню: йому погрожували вбивством, підкидали до дверей дому понівечених тварин.
Рівно через тридцять років після трагедії всі три члени екіпажу гелікоптера були нагороджені Солдатськими медалями — вищою нагородою Армії США за дії в не бойовій обстановці. Андреотті був нагороджений посмертно (загинув у В'єтнамі 8 квітня 1968).

## Число жертв
Точне число жертв цивільного населення в Сонгмі невідомо. Називаються різні числа в межах від 200 до 550 осіб (в радянських джерелах часто згадувалося число 567 осіб). Встановлений у селі меморіал перераховує імена 504 загиблих у віці від 1 року до 82 років.
У тому числі:
173 дитини
182 жінки (у тому числі 17 вагітних)
60 чоловіків старше 60 років
89 чоловіків молодше 60 років
За офіційними американськими даними, число жертв склало 347 осіб.
Крім того, під час подій 16 березня загинув один американський військовослужбовець та принаймні два партизана НФВПВ (їх тіла і зброя були виявлені північніше села).

## Свідчення очевидців
Мешканка Чионг Тхі Ле, якій було тоді 33 роки, згадувала: 
«Коли американці прийшли в село, вони вивели нас з будинків, штовхали прикладами в спину, щоб ми йшли в канаву, туди, де вже стояло більше ста осіб. Вони поставили нас на коліна та одразу почали стріляти ззаду з кулемета. З 11 осіб нашої родини живими залишилися лише я і моя молодша дитина — я закрила її собою. Зверху на мене впали три трупи, і лише завдяки їм ми вижили: вони приховали нас від американців».
Інша мешканка Ха Тхі Куй говорила: 
«… 16 березня вони прийшли цілим натовпом та одразу забрали чотирьох родичів та відвезли до каналу. Ми благали їх не вбивати нас, залишити живими, а вони стріляли й стріляли. Вони штовхали нас, щоб ми впали на коліна, і починали стріляти. Мама загинула, діти загинули. Чоловіка мого тоді не було, тут взагалі не було чоловіків — лише жінки, старі й діти. Я була при смерті, без свідомості, поранена. Лежала, було холодно, дуже холодно, вся голова в крові, я вся тремтіла. Я розумію — це війна, але чому така жорстока, за що вбили ціле село? Просто прийшли — і всіх убили. Що за люди ці американці, які вбили матерів, дітей ?..»

## Причини
Учасник та дослідник В'єтнамської війни Шелбі Стентон, коментуючи події в Сонгмі та помилкову доповідь капітана Медіни про знищення військовослужбовців противника замість мирних жителів, писав у книзі «Зліт та падіння американської армії»:

Дивізія «Американо» страждала від серйозних проблем, пов'язаних з командуванням та керівництвом, що виникли внаслідок поганої підготовки та нестачі керівництва, на рівнях від дивізії до взводу, і робило можливим погане поводження з цивільними особами. Деякі підрозділи її 11-ї легкої піхотної бригади були не набагато кращими за організовані банди головорізів, а офіцери захоплювалися грою в підрахунок тіл… Фактично, різанина в Мілай відображала абсолютний терор війни на виснаження, в якій військовий успіх через відсутність рубежів на місцевості [тобто лінії фронту] вимірювався статистично, шляхом підрахунку трупів. Хоча підрахунки втрат є обґрунтованими показниками війни, у В'єтнамі вони, на жаль, стали чимось більшим, ніж мірилом для оцінки поля бою. Вони стали самоціллю, а не засобами визначення.
Оригінальний текст (англ.)
The Americal Division suffered from grave command and control problems, stemming from poor training and a lack of leadership, from division down to platoon level, which permitted civilian mistreatment. Some elements of its 11th Infantry Brigade (Light) were little better than organized bands of thugs, with the officers eager participants in the body count game... Actually, the My Lai massacre itself reflected the stark terror of a war of attrition, in which military success, for lack of terrain objectives, was measured statistically by counting corpses. While casualty counts are valid measurements of war, in Vietnam they unfortunately became more than yardsticks used to gauge the battlefield. Rather than means of determination, they became objectives in themselves.